# Romsey Extra
Romsey Extra est une paroisse civile du Hampshire, en Angleterre.